# IC 3850
IC 3850 ist eine linsenförmige Galaxie vom Hubble-Typ S0/a? im Sternbild Jagdhunde. Sie ist schätzungsweise 354 Millionen Lichtjahre von der Milchstraße entfernt. 
Das Objekt wurde am 21. März 1903 von Max Wolf entdeckt.